# Larnacasjön

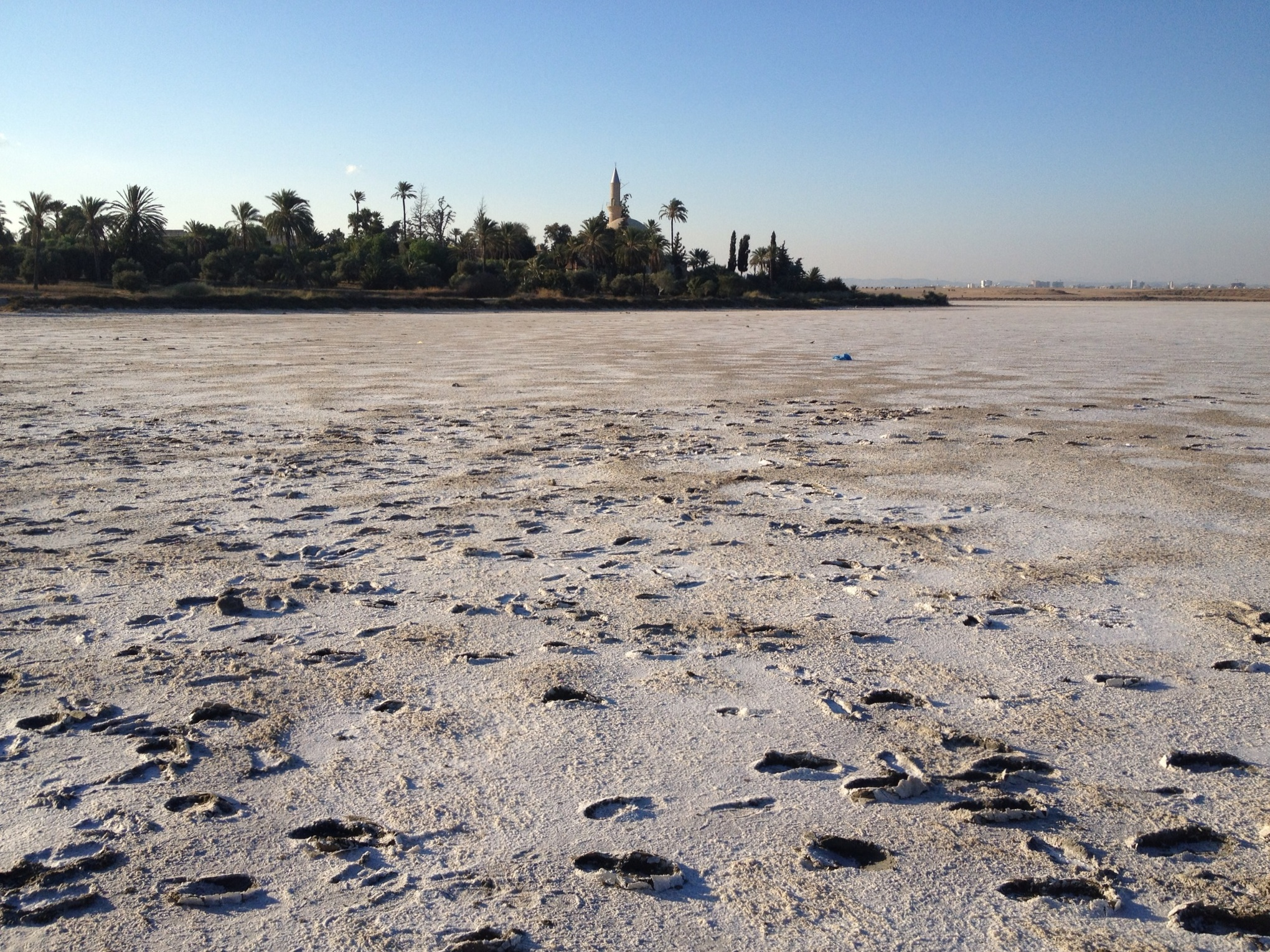
Larnacasjön

Larnacasjön är en periodisk saltsjö i Cypern  och utgör en del av det större sjökomplex som på engelska kallas Larnaca Salt Lake och på turkiska  Larnaka Tuz Gölü.
Saltsjökomplexet ligger i distriktet Eparchía Lárnakas, i den östra delen av landet, 40 km sydost om huvudstaden Nicosia  och alldeles i närheten av Larnacas internationella flygplats. Den sammanlagda ytan är ungefär 1,6 hektar. Vattentillgången varierar kraftigt över året och överstiger aldrig en meter. Området är listat som ett internationellt betydelsefullt vattenområde enligt Ramsarkonventionen och hyser ett rikt fågelliv med bland annat flamingo, framför allt Phoenicopterus ruber.